# Tamás Kazi
Tamás Kazi (ur. 16 maja 1985 w Baji) – węgierski lekkoatleta, średniodystansowiec specjalizujący się w biegu na 800 metrów. Wielokrotny mistrz i medalista mistrzostw kraju, zarówno na otwartym stadionie, jak i w hali. Reprezentant swojego kraju w pucharze Europy oraz drużynowym czempionacie Starego Kontynentu.
Karierę sportową rozpoczynał od treningów piłki nożnej. Grał w drużynach juniorskich i seniorskim zespole z Dunaújváros. Po ukończeniu szkoły przeprowadził się do Budapesztu, gdzie rozpoczął treningi lekkoatletyczne. Wkrótce później zdobył pierwsze w karierze medale mistrzostw Węgier w lekkoatletyce.
Dwukrotnie startował w mistrzostwach świata w lekkoatletyce – w 2009 roku odpadł w półfinale biegu na 800 metrów, a w 2011 także nie zakwalifikował się do finału tej konkurencji, odpadając w półfinale. Brał także udział w Mistrzostwach Europy w Lekkoatletyce 2010, gdzie odpadł w eliminacjach biegu na 800 metrów oraz Halowych Mistrzostwach Europy w Lekkoatletyce 2011, gdzie również nie przebrnął przez eliminacje tej konkurencji.
W 2012 reprezentował Węgry na igrzyskach olimpijskich w Londynie. Zajął 6. lokatę w swoim biegu eliminacyjnym i nie awansował do półfinału. 
Uczestnik mistrzostw Europy w Amsterdamie (2016), odpadł w eliminacjach biegu na 1500 metrów, natomiast w 2017 na tej samej fazie zakończył udział na halowych mistrzostwach Europy w Belgradzie.
W sumie zdobył 4 tytuły mistrza kraju na otwartym stadionie w biegu na 800 metrów (2007, 2009, 2010 i 2011) oraz 2 w biegu na 1500 metrów (2009 i 2010), a także 1 tytuł mistrza kraju w hali w biegu na 800 metrów (2011) oraz 2 tytuły w halowej sztafecie 4x400 metrów (2006 i 2011) oraz 1 halowe mistrzostwo kraju w biegu sztafetowym 4x360 metrów (2005).

## Rekordy życiowe
- Bieg na 400 metrów – 48,68 (2006)
- Bieg na 400 metrów (hala) – 49,34 (2006)
- Bieg na 600 metrów (hala) – 1:18,13 (2011)
- Bieg na 800 metrów – 1:45,37 (2013) rekord Węgier
- Bieg na 800 metrów (hala) – 1:47,98 (2011)
- Bieg na 1000 metrów – 2:17,19 (2018)
- Bieg na 1500 metrów – 3:37,41 (2017)
- Bieg na 1500 metrów (hala) – 3:40,05 (2017)